# Franz Schellhorn

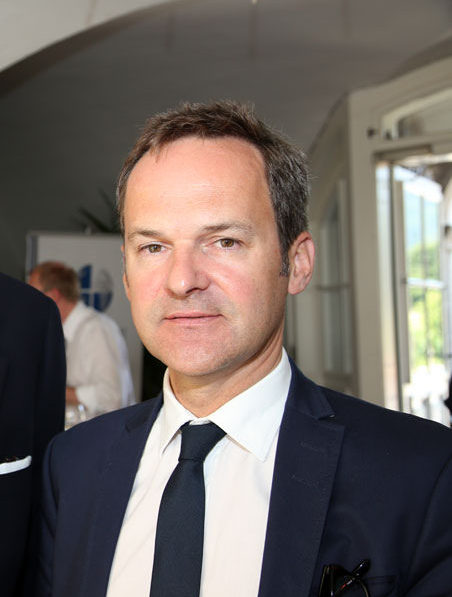
Franz Schellhorn (2014)

Franz Schellhorn (* 26. Mai 1969 in Salzburg) ist Leiter der wirtschaftsliberalen Denkfabrik Agenda Austria und ein ehemaliger Wirtschaftsjournalist.

## Leben
Die Eltern von Schellhorn betrieben einen Gasthof, er besuchte die Skihauptschule in Bad Gastein und anschließend die Handelsakademie in St. Johann im Pongau. Nach der Matura absolvierte er von 1990 bis 1991 eine Lehre zum Bankkaufmann bei der Creditanstalt-Bankverein. Danach studierte er von 1992 bis 1997 Handelswissenschaften an der Wirtschaftsuniversität Wien. 2004 wurde er an der Universität Wien zum Doktor der Wirtschaftswissenschaften promoviert.
1997 begann er als Wirtschaftsredakteur bei der Tageszeitung Die Presse. Von 2004 bis 2013 fungierte er als deren Leiter. Von 2007 bis 2013 war er für die Presse-Kolumne „SuperMarkt: Was Kapitalismus kann und wofür er nichts kann“ verantwortlich. 2009 wurde er mit dem Horst-Knapp-Preis ausgezeichnet. 2011 wurde er stellvertretender Chefredakteur des Blattes.
Seit 2013 ist er Direktor der wirtschaftsliberalen Denkfabrik Agenda Austria.
Sein Bruder Sepp Schellhorn ist als Staatssekretär von NEOS Teil der österreichischen Bundesregierung.